# Martin O’Donoghue
Martin O’Donoghue (* 13. Mai 1933 in Dublin; † 20. Juli 2018 ebenda) war ein irischer Wirtschaftswissenschaftler, Hochschullehrer und Politiker der Fianna Fáil.

## Biografie
Nach dem Schulbesuch studierte er Wirtschaftswissenschaften und war später von 1970 bis 1973 Wirtschaftsberater von Premierminister (Taoiseach) Jack Lynch und Professor für Ökonomie am Trinity College in Dublin.
Seine nationale politische Laufbahn begann er als Kandidat der Fianna Fáil mit der Wahl zum Abgeordneten (Teachta Dála) des Unterhauses (Dáil Éireann), in dem er bis 1982 die Interessen des Wahlkreises Dún Laoghaire vertrat.
Nach dem Wahlsieg der Fianna Fáil wurde er am 8. Juli 1977 von Premierminister Jack Lynch als Minister ohne Geschäftsbereich ins Kabinett berufen, war dort aber als Minister für Wirtschaftsplanung und Entwicklung zuständig und bekleidete dieses Amt bis zum Amtsantritt von Lynchs Nachfolger Charles J. Haughey am 11. Dezember 1979.
Haughey ernannte ihn aber am 9. März 1982 zum Bildungsminister in dessen zweiter Regierung. O’Donoghue trat jedoch bereits am 6. Oktober 1982 vor Ende von Haugheys Amtszeit zurück.
Nach seinem Ausscheiden aus dem Unterhaus war er von 1983 bis 1987 Mitglied des Senats (Seanad Éireann) und vertrat dort die Gruppe der Verwaltung. 1987 verzichtete er auf eine erneute Kandidatur für den Senat und nahm wieder seine Lehrtätigkeit als Wirtschaftsprofessor auf.
Zuletzt war Martin O’Donoghue zwischen 1998 und April 2008 Direktor der Central Bank and Financial Services Authority of Ireland (Banc Ceannais agus Údarás Seirbhísí Airgeadais na hÉireann), der irischen Zentralbank und Finanzmarktaufsicht.
O’Donoghue starb im Juli 2018 im Alter von 85 Jahren in Dublin.